# Titus Quinctius Pœnus Cincinnatus
Pour les articles homonymes, voir Quinctius Cincinnatus.
Titus Quinctius Poenus Cincinnatus est un homme politique de la République romaine, consul en 431 et 428 av. J.-C.

## Famille
Il est membre des Quinctii Cincinnati, branche de la gens patricienne des Quinctii. Il est le fils cadet de Lucius Quinctius Cincinnatus, consul en 460 et dictateur en 458 et 439 av. J.-C. Il a au moins deux frères, Kaeso Quinctius et Lucius Quinctius Cincinnatus. Son nom complet est Titus Quinctius L.f. L.n. Poenus Cincinnatus.

## Carrière

### Premier consulat (431)
Il est élu consul pour la première fois en 431 av. J.-C. avec Cnaeus Iulius Mento pour collègue. Lors de leur mandat, le territoire romain est à nouveau attaqué par les Volsques et les Èques qui établissent deux camps séparés sur le mont Algide. À Rome, le Sénat conseille la nomination d'un dictateur. Les consuls s'y refusent dans un premier temps puis cèdent face à la pression exercée par les tribuns de la plèbe. Ne parvenant pas à se mettre d'accord sur l'identité du dictateur, Cincinnatus est tiré au sort pour le désigner. Il choisit son beau-père, Aulus Postumius Tubertus, réputé pour être un commandant strict et sévère, qui prend Lucius Iulius Iullus pour maître de cavalerie,.
Le dictateur procède à des levées et met à contribution les Latins et les Herniques qui fournissent des contingents. Cincinnatus est placé à la tête de la moitié des troupes tandis que Mento reste à Rome. Cincinnatus établit son camp à Lanuvium et Tubertus s'arrête à Tusculum. Le camp de Cincinnatus est attaqué de nuit. Le dictateur envoie des renforts alors que le consul défend son retranchement. Les Volsques et Èques sont repoussés vers le camp volsque qui est pris d'assaut par les troupes de Cincinnatus. L'intervention des troupes du dictateur décide de la victoire pour laquelle Tubertus obtient les honneurs d'un triomphe,. Tubertus laisse le commandement des armées à Cincinnatus et retourne à Rome pour célébrer son triomphe et abdiquer.

### Deuxième consulat (428)
Cincinnatus atteint le consulat une deuxième fois en 428 av. J.-C., durant les années marquées par la peste et la famine, avec Aulus Cornelius Cossus pour collègue. Durant leur mandat, une commission spéciale est chargée d'enquêter sur une possible participation des Fidénates lors de raids lancés par les Véiens. Les Fidénates soupçonnés de collusion avec les Véiens sont exilés à Ostie et des colons romains sont installés à Fidènes à leur place. Cette même année, le territoire romain est touché par une sècheresse qui provoque de nouvelles épidémies.

### Tribunat consulaire (426)
En 426 av. J.-C., Cincinnatus est élu tribun militaire à pouvoir consulaire avec Aulus Cornelius Cossus, Caius Furius Pacilus Fusus et Marcus Postumius Albinus Regillensis. Ils ont pour mission de mener la guerre contre Véies. Cossus est laissé à Rome pour gouverner la ville tandis que Cincinnatus et les deux autres tribuns mènent l'armée contre les Véiens. Mais incapables de s'entendre, ils subissent une défaite. À Rome, Cossus est contraint de nommer Mamercus Aemilius Mamercinus comme dictateur afin de reprendre la situation en main. Cincinnatus et Albinus servent comme légats du dictateur et participent à la prise de Fidènes. Cincinnatus est notamment envoyé par le dictateur Mamercinus prendre position sur les arrières des troupes ennemies avant que ce dernier n'entame la bataille. Durant les combats, alors que la bataille est indécise, Cincinnatus reçoit l'ordre de charger, en même temps que Cossus lance la cavalerie dans la mêlée. Ces deux charges contribuent à faire basculer les combats en faveur des Romains qui finissent par l'emporter. Pour cette victoire, Mamercinus obtient le droit de célébrer un triomphe.
À la suite de la bataille, les deux lieutenants de Mamercinus, Cincinnatus et Albinus, sont traduits en justice par les tribuns de la plèbe qui leur reprochent leur attitude durant les combats. L'affaire est relancée en 423 av. J.-C., à la suite d'une bataille controversée livrée contre les Volsques par le consul Caius Sempronius Atratinus. Albinus est finalement condamné à payer une amende mais Cincinnatus, qui rejette toute la faute sur Albinus déjà condamné, est acquitté.
Il est possible que Cincinnatus soit de nouveau élu tribun consulaire en 420 av. J.-C. mais il peut s'agir d'une confusion avec son frère Lucius Quinctius Cincinnatus.